# 頻度主義統計学

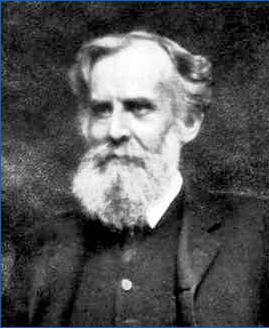
ジョン・ベンは自身の著書『偶然の理論』 ("The Logic of Chance") で、統計的確率の解説を徹底した。

統計学における頻度主義（英: frequentism）とは、確率の定義（解釈）の一つで、試行回数を限りなく増やしたときの事象の頻度の極限値を、その事象の確率と定義する考え方である。この統計的確率は、試行の反復回数を増やすことで近似値として求められ、その値は個人の考え・主観によらない。この解釈は、実験科学や世論調査で起こる様々な統計的条件も考慮することができる。しかし、この頻度主義が全ての場合に有用とはいえず、賭博においては通常、プレーヤーが事前確率を知ることを必要としている。
頻度主義による確率解釈が生まれた背景には、それまで主流であった確率の古典的な定義での問題点がある。確率の古典的な定義は、サイコロ、コインなどの物理的対称性による等確率の原理に基づいて定義されていた。例えば、サイコロの古典的確率は、立方体の全ての面の物理的対称性を仮定することで求まる。この古典的な解釈は、物理的対称性を持たず推論が難しいあらゆる統計問題につまずくこととなった。

## 定義
確率は、標本が無作為に選ばれる実験（試行）を対象とする。試行に対して起こりうる結果全体からなる集合は標本空間と呼ばれる。事象は、標本空間の特定の部分集合として定義されている。各事象は、起こるか起こらないかのどちらかの可能性しかない。事象の頻度は試行の繰り返しで測定・観測され、その頻度は事象の確率の尺度となる、というのが頻度主義による確率の解釈、概念である。
頻度主義では、試行回数を限りなく増やすと頻度が収束することを仮定している。したがって、統計的確率とは、事象の相対度数の極限値のことである。

## 対象
統計学的確率は、確率の哲学的解釈のうちの一つである。この解釈は、現実の現象に対して考えられる「確率」の概念の全てを捉えているわけではない。この統計学的確率は、大数の法則により、確率論における確率の公理と矛盾せず、さらには古典的確率には反映されない、現実での誤差や変化の影響も加味、反映される。特にベイズ確率は、理論構築のための実験に明確な指針を与えている。この指針が有用であるかどうか、あるいは誤った解釈であるかどうかについては、論争の的となっている。特に、統計的確率が、推計統計学の唯一の根拠であると誤解されている場合が多い。例えば、p値に関する記事には、p値の意味に関する誤った解釈のリストが添付されており、論争の詳細は、統計的仮説検定に関する記事に記載されている。ジェフリーズ・リンドレーのパラドックスは、同じデータセットに適用された異なる解釈が、結果の「統計的有意性」について異なる結論をもたらすことを示している。
ウィリアム・フェラーは次のように述べている：

我々の筋道には、明日太陽が昇る確率を推測する余地はない。それを語る前に、我々の世界は「無数にある世界の中から無作為に1つの世界が選ばれる...」というような経過をおそらくたどっただろうという（理想化された）モデルに同意すべきである。このようなモデルの構築は小さな想像力で済むが、それでは面白くないし、意味がないと思うのである。

フェラーの発言は、別の確率解釈で日の出問題の解法を発表したラプラスを批判したものである。ラプラスは、天文学と確率論の専門知識に基づいて、出典を明示しかつ即座に免責事項を記したにもかかわらず、その後2世紀にわたって批判が続いた。

## 歴史
頻度主義の予見として考えられるものに、アリストテレスの『弁論術』での次の記述がある：

可能性が高いとは、ほとんどの場合に起こることである。the probable is that which for the most part happens

ポアソンは、1837年に客観確率と主観確率を明確に区別した。
その後、ジョン・スチュアート・ミル、エリス（「確率論の基礎について」、『確率論の基本原理についての指摘』）、クルーノー（「偶然と確率の理論の公開」）、フリースがほぼ同時に出版し、頻度論的見解を導入した。ジョン・ベンが徹底した解説を行った（The Logic of Chance: 確率論の基礎と道筋に関するエッセイ（1866年、1876年、1888年に出版された版））を20年後に発表した。これらはジョージ・ブールやジョゼフ・ベルトランの出版物によってさらに支持された。その次世代は、古典的な推論統計学の手法（有意差検定、仮説検定、信頼区間）を、すべて統計学的確率に基づいて確立した。
また、ヤコブ・ベルヌーイ（JamesまたはJacquesの別名）は、統計的確率の概念を理解しており、死後の1713年に、大数の法則の証明が発表された。彼はまた、主観確率を（ベイズの定理に先立って）評価したとされる。ガウスとラプラスは、ポアソンより1世代前の1世紀後に、最小二乗法の導出に統計学的（と他の）確率を用いた。ラプラスは、古典的確率の対象とはなり得ない、証言、死亡表、裁判の判決などの確率について考察した。このように考えると、ポアソンの貢献は、「逆確率」（主観確率、ベイズ確率）の解釈を鋭く批判したことにある。ガウスとラプラスによる批判は、控えめで暗示的であった（彼らの後の導出では、逆確率は使われていなかった）。
20世紀初頭の「古典的」統計学に貢献したのは、フィッシャー、ネイマン、ピアソンの3人である。フィッシャーは統計学の大部分に貢献し、有意差検定を実験科学の中核とした（ただし、彼は、同じ母集団から繰り返し抽出するという頻度主義に批判的だった）。ネイマンは信頼区間を定式化し、標本調査の推定理論に大きく貢献した。また、ネイマンとピアソンは共同で仮説検定の理論を開発した。何れも客観性を重んじていたので、確率の解釈としては頻度論が最適だった。全員が、等確率の原理を用いて事前確率を選択した「逆確率」（利用可能な代替案）に疑いを持っていた。フィッシャーは次のように述べている。「...逆確率の理論は誤りの上に成り立っており、（ベイズの定理を指して）完全に否定されなければならない」研究者のための統計手法』より）と述べている。ネイマンが純粋な頻度論者であったのに対し、フィッシャーの確率観はユニークで、両者とも確率に特別な意味合いを持たせていた。リヒャルト・フォン・ミーゼスはこの時代、頻度論を数学的、哲学的に組み合わせることを提案していた。

## 語源
オックスフォード英語辞典によると、「頻度主義者」という用語は、1949年にモーリス・ケンド－ルが用いたのが最初である。対照的に、彼はベイズ確率主義者を「非頻度主義者」と呼んでいる。彼は次のように考察した：
…我々は広く、確率を主に2つの考えでとらえているだろう。一つは、確率をある程度理に適った信念でとらえようとしていることと、もう一つは、確率を、事象の発生頻度、あるいは母集団に対する割合として定義していることである。（p.101, 3行目）
...
頻度主義者と非頻度主義者の違いは、（私の発言が許されるのであれば）おおむね、それぞれの対象領域による違いと思われるかもしれない。（p.104, 12行目）
...
しかし私はそうは思わない…頻度主義者と非頻度主義者の本質的な違いは、前者は解釈が分かれないように、母集団の客観的な特性から確率を定義しているのに対して、後者はそうではない。（原典を強調）
より早く、1921年のケインズの著書の章題で『頻度主義による確率論』 ("The Frequency Theory of Probability") が使われている。
歴史的な順序としては、20世紀以前に確率の概念が導入され、確率論の多くが導出された。20世紀に、古典的な推定統計学が開発され、確率の数学的基礎が固められ、現在の用語が導入された。確率論と統計学の初期の歴史的な原典では、古典的確率、主観確率（ベイズ確率）、統計的確率という用語は使用されていなかった。

## 別の観点
確率論は数学の一分野である。そこに至るまでには何世紀も経たが、1933年のアンドレイ・コルモゴロフによる確率の公理で成熟した。公理的確率は、それまでの確率への値の割り当て方でなく、むしろ確率が満たすべき演算に焦点が当てられている。確率の解釈の違いによって数学全体が大きく影響を受けることはない。
確率の解釈は、哲学、科学、統計学により導かれる。我々は観測から法則を導き出す（帰納）が、そこにはいくつかの解釈があり、いずれにも問題がある。頻度論的解釈は、物理的対称性が認められない場合などの、古典的解釈における問題を解決する。ただしこれは dutch bookのような問題には対応していない。
- 古典的確率は、サイコロ、コイン、カードなどの完全な物理的対称性に基づいて割り当てられる。ここから根元事象の確率が等しいことを仮定して導入されるため[20]、古典的確率は統計的確率の一部に過ぎない。物理的対称性がない場合、古典的確率の適用範囲は限られる。
- 主観確率（ベイズ確率）は個人の信念がある程度考慮され、そこには異なる解釈がされうる。全ての「主観確率」は主観を極力排除するように定義されている。観測者、解釈者の単なる主観に過ぎないものは、科学のいくつかの定義とは相容れない[要出典]。ベイズ主義による科学的分析（論理ベイズ主義など）は、そこに固有の主観を含み、主観の影響に境界線を引くために、ベイズ推定を用いる[21]。この概念は数値で表しにくい法的証拠といった範囲にまで拡張して適用できるようになった。
- 傾向確率（英語版）は、主観確率というよりも原因の確率として記述されている[19]。